# Parigi-Lussemburgo 1968
La Parigi-Lussemburgo 1968, sesta edizione della corsa, si svolse dal 22 al 25 agosto 1968. La vittoria andò all'italiano Michele Dancelli davanti ai connazionali Marino Basso e Felice Gimondi.

## Tappe
| Tappa | Data      | Percorso                                           | km  | Vincitore di tappa | Leader classifica generale |
| ----- | --------- | -------------------------------------------------- | --- | ------------------ | -------------------------- |
| 1ª    | 22 agosto | Compiègne (FRA) > Maubeuge (FRA)                   | 215 | Michele Dancelli   | Michele Dancelli           |
| 2ª    | 23 agosto | Maubeuge (FRA) > Liegi (BEL)                       | 202 | Guido Reybrouck    | -                          |
| 3ª-1ª | 24 agosto | Barchon (BEL) > Maastricht (NLD) (Cron. a squadre) | ?   | Faema              | -                          |
| 3ª-2ª | 24 agosto | Maastricht (NLD) > Colonia (FRG)                   | 144 | Michel Bon         | -                          |
| 4ª    | 25 agosto | Colonia (FRG) > Lussemburgo (LUX)                  | ?   | Cyrille Guimard    | Michele Dancelli           |

## Squadre e corridori partecipanti
Presero parte alla corsa quattordici squadre, ciascuna di 7 corridori. In totale erano 98 i corridori iscritti, ma di loro solo in 58 terminarono la prova; erano presenti nomi di primo livello del panorama cicistico internazionale o che lo sarebbero diventati fra cui i francesi Roger Pingeon, Raymond Poulidor, Cyrille Guimard, Jacques Anquetil e Lucien Aimar, i tedeschi Rolf Wolfshohl e Rudi Altig, gli olandesi Jan Janssen, Jo de Roo ed Arie den Hartog, i belgi Eddy Merckx, Ward Sels, Walter Godefroot, Noël Foré, Eric Leman, Rik Van Looy e Herman Van Springel, gli italiani Dino Zandegù, Franco Bitossi, Franco Balmamion e Vittorio Adorni oltre a quelli già menzionati.
| N.    | Cod. | Squadra                     |
| ----- | ---- | --------------------------- |
| 1-7   |      | Pelforth-Sauvage-Lejeune    |
| 8-14  |      | Batavus-Continental         |
| 15-21 |      | Bic                         |
| 22-28 |      | Faema                       |
| 29-35 |      | Filotex                     |
| 36-42 |      | Flandria-De Clerck          |
| 43-49 |      | Frimatic-Wolber-De Gribaldy |

| N.    | Cod. | Squadra               |
| ----- | ---- | --------------------- |
| 50-56 |      | Mann-Grundig          |
| 57-63 |      | Mercier-BP-Hutchinson |
| 64-70 |      | Molteni/Pepsi Cola    |
| 71-77 |      | Peugeot-BP-Michelin   |
| 78-84 |      | Salvarani             |
| 85-91 |      | Smith's               |
| 92-98 |      | Willem II-Gazelle     |

## Dettagli delle tappe

### 1ª tappa
- 22 agosto: Compiègne > Maubeuge – 215 km

Risultati
| Pos. | Corridore        | Squadra     | Tempo    |
| ---- | ---------------- | ----------- | -------- |
| 1    | Michele Dancelli | Molt./Pepsi | 5h34'22" |
| 2    | Marino Basso     | Molt./Pepsi | a 5"     |
| 3    | Eric Leman       | Flandria    | a 10"    |

| Pos. | Corridore        | Squadra     | Tempo    |
| ---- | ---------------- | ----------- | -------- |
| 1    | Michele Dancelli | Molt./Pepsi | 5h34'22" |
| 2    | Marino Basso     | Molt./Pepsi | a 5"     |
| 3    | Eric Leman       | Flandria    | a 10"    |

### 2ª tappa
- 2 agosto: Maubeuge > Liegi – 202 km

Risultati
| Pos. | Corridore       | Squadra  | Tempo    |
| ---- | --------------- | -------- | -------- |
| 1    | Guido Reybrouck | Faema    | 5h15'35" |
| 2    | Rolf Wolfshohl  | Bic      | a 5"     |
| 3    | Bernard Guyot   | Pelforth | a 10"    |

### 3ª tappa, 1ª semitappa
- 24 agosto: Barchon > Maastricht – ? km Cronosquadre

Risultati
| Pos. | Squadra | Tempo |
| ---- | ------- | ----- |
| 1    | Faema   | ?     |
| 2    | -       | ?     |
| 3    | -       | ?     |

### 3ª tappa, 2ª semitappa
- 2 agosto: Maastricht > Colonia – 144 km

Risultati
| Pos. | Corridore        | Squadra  | Tempo    |
| ---- | ---------------- | -------- | -------- |
| 1    | Michel Bon       | Frimatic | 3h32'37" |
| 2    | Rolf Wolfshohl   | Bic      | a 5"     |
| 3    | Jacques Anquetil | Bic      | a 10"    |

### 4ª tappa
- 25 agosto: Colonia > Lussemburgo – ? km

Risultati
| Pos. | Corridore        | Squadra  | Tempo    |
| ---- | ---------------- | -------- | -------- |
| 1    | Cyrille Guimard  | Bic      | 6h00'30" |
| 2    | Jan Janssen      | Pelforth | a 5"     |
| 3    | Victor Van Schil | Faema    | a 13"    |

| Pos. | Corridore        | Squadra     | Tempo     |
| ---- | ---------------- | ----------- | --------- |
| 1    | Michele Dancelli | Molt./Pepsi | 20h36'38" |
| 2    | Marino Basso     | Molt./Pepsi | a 5"      |
| 3    | Felice Gimondi   | Salvarani   | a 15"     |

## Classifica generale
| Pos. | Corridore        | Squadra     | Tempo     |
| ---- | ---------------- | ----------- | --------- |
| 1    | Michele Dancelli | Molt./Pepsi | 20h36'38" |
| 2    | Marino Basso     | Molt./Pepsi | a 5"      |
| 3    | Felice Gimondi   | Salvarani   | a 15"     |
| 4    | Franco Bitossi   | Filotex     | a ?       |
| 5    | Harry Steevens   | Willem II   | a ?       |
| 6    | Eric Leman       | Flandria    | a ?       |
| 7    | Eddy Merckx      | Faema       | a ?       |
| 8    | Jean Jourden     | Frimatic    | a ?       |
| 9    | Raymond Poulidor | Mercier     | a ?       |
| 10   | Karl Brand       | Frimatic    | a ?       |